# Дорожно-Ремонтное Строительное Управление (посёлок)
Посёлок Дорожно-Ремонтное Строительное Управление — упразднённый населённый пункт в Чаа-Хольского кожууне Республики Тыва. Входил в состав Ак-Дуругского сумона. Учтён как опустевший, но официально действующий, посёлок в переписи 2002 года, где национальный составне был указан.
Возник как посёлок строителей будущей федеральной  автотрассы Р257 Енисей, проходящей по горам сумона и кожууна и строителей дороги через перевал Адар-Даш. Находится на территории современного Дзун-Хемчикского кожууна.